# Nils Bunnefeld
Nils Bunnefeld (* 21. August 1976) ist ein deutscher Naturschutzbiologe und Wissenschaftler am Imperial College London.

## Leben
Nils Bunnefeld studierte Biologie an der Universität Göttingen und der Universität Groningen und schloss mit einem Master ab. Anschließend promovierte er am Imperial College (Thesis „Demography and harvesting in red grouse“) von 2004 bis 2008. Seitdem ist er dort als Postdoc tätig.
Seine Forschungsschwerpunkte sind die Modellierung von Mensch-Natur-Interaktionen aufgrund empirischer Daten.

## Publikationen
- mit W. Neumann, G. Ericsson, H. Dettki, N. S. Keuler, D. P. Helmers und V. C. Radeloff: Difference in spatiotemporal patterns of wildlife road-crossings and wildlife vehicle-collisions. In: Biological Conservation.
- mit A. B. Phillimore: Island, archipelago and taxon effects: mixed models as a means of dealing with the imperfect design of nature‟s experiments In: Ecography. 35, S. 15–22.
- mit M. Schlüter, R. R. J. McAllister, F. Hölker, M. Quaas, R. Arlinghaus, K. Eisenack, E. J. Milner-Gulland, B. Müller, E. Nicholson und M. Stöven: New horizons for managing the environment: A review of coupled social-ecological systems modeling. In: Natural Resource Modelling. 25(1), 2012, S. 219–272.
- mit A. Majic, A. Marino und D. Huber: Dynamics of public attitudes toward bears and the role of bear hunting in Croatia In: Biological Conservation. 144 (12), 2011, S. 3018–3027.
- mit E. Hoshino und E. J. Milner-Gulland: Management Strategy Evaluation: A powerful tool for conservation? In: Trends in Ecology and Evolution. 26 (9), 2011, S. 441–447.
- mit D. C. Reuman, D. Baines und E. J. Milner-Gulland: Impact of unintentional selective harvesting on the population dynamics of red grouse. In: Journal of Animal Ecology. 80, 2011, S. 1258–1268.
- mit L. Börger, B. van Moorter, C. M. Rolandsen, H. Dettki, E. J. Solberg und G. Ericsson: A model-driven approach to quantify migration patterns: individual, regional and yearly differences In: Journal of Animal Ecology. 80, 2011, S. 466–476.
- mit N. Pettorelli, S. Ryan, T. Mueller, B. Jędrzejewska, M. Lima und K. Kausrud: The unforeseen successes of the Normalized Difference Vegetation Index (NDVI) in animal ecology In: Climate Research. 46, 2011, S. 15–27.
- mit J. Sahlsten,J. Mansson, G. Ericsson, R. Bergstrom und H. Dettki: Can supplementary feeding be used to redistribute moose? Wildlife Biology. 16, 2010, S. 85–92.
- mit E. J. Milner-Gulland, B. Arroyo, C. Bellard, J. Blanchard, M. Delibes-Mateos, C. Edwards, A. Nuno, L. Palazy, S. Reljic, P. Riera und T. Skrbinsek: New directions in Management Strategy Evaluation through cross-fertilisation between fisheries science and terrestrial conservation In: Biology Letters. 6, 2010, S. 719–722.